# Duquesne (Pennsylvania)
Duquesne ist eine Stadt im Allegheny County im US-Bundesstaat Pennsylvania. Das U.S. Census Bureau hat bei der Volkszählung 2020 eine Einwohnerzahl von 5.254 auf einer Fläche von 5,3 km² ermittelt. Sie ist Teil der Metropolregion Pittsburgh. Die Stadt war eine Hochburg der Stahlindustrie und verlor mit ihrem Niedergang drei Viertel ihrer Einwohner.

## Geschichte
Duquesne wurde 1789 besiedelt und 1891 als Gemeinde gegründet. Die Stadt leitet ihren Namen von Fort Duquesne ab.
Duquesne Works, ein produktives Stahlwerk, das Teil der Carnegie Steel Company und später von US Steel war, war das Zentrum und der größte Arbeitgeber von Duquesne während seiner Glanzzeit im frühen 20. Jahrhundert. Duquesne beherbergte den größten Hochofen der Welt, genannt Dorothy Six. Bob Dylans Song Duquesne Whistle (Album Tempest, 2012) ist ihr gewidmet.
Die Einwohnerzahl der Stadt erreichte 1930 ihren Höhepunkt und ging dann mit der Deindustrialisierung ab den 1960er Jahren zurück. Heute ist Duquesne eine post-industrielle Landschaft und hat weniger Einwohner (5565 bei der Volkszählung 2010) als sie im Jahr 1948 Stahlarbeiter hatte. Duquesne wurde 1991 vom Staat Pennsylvania zu einer finanziell notleidenden Gemeinde erklärt.

## Demografie
Nach einer Schätzung von 2019 lebten in Duquesne 5557 Menschen. Die Bevölkerung teilt sich im selben Jahr auf in 29,3 % Weiße, 57,4 % Afroamerikaner, 0,1 % amerikanische Ureinwohner und 12,6 % mit zwei oder mehr Ethnizitäten. Hispanics oder Latinos aller Ethnien machten 2,5 % der Bevölkerung aus. Das mittlere Haushaltseinkommen lag bei 29.844 US-Dollar und die Armutsquote bei 39,2 %.

## Söhne und Töchter der Stadt
- Earl Hines (1903–1983), Jazz-Pianist
- William K. Kroeger (1906–1966), Physiker
- Alex Shigo (1930–2006), Forstwissenschaftler